# Prix Dilys
Le prix Dilys est un prix littéraire policier américain.

## Histoire
Ce prix est créé en 1992 par l'Independent Mystery Booksellers Association, association d'entreprises de vente au détail qui se consacrent entièrement ou en grande partie à la vente de livres de littérature policière. 
Le prix est attribué par les libraires membres de l'association et porte le nom de Dilys Winn, fondateur de la première librairie spécialisée dans ce genre.
Il n'est plus attribué depuis 2015.

## Lauréats
| Années | Lauréats | Autres nommés |
| ------ | --- | --- |
| 2014   | Ordinary Grace de William Kent Krueger                                                                           | - Seven for a Secret de Lyndsay Faye (titre français : Le Sang noir du secret) - The Black Country de Alex Grecian - Spider Woman's Daughter de Anne Hillerman (titre français : La Fille de Femme-Araignée) - Pagan Spring de G. M. Malliet - The Land of Dreams de Vidar Sundstol (titre français : Terre des rêves) |
| 2013   | Before the Poison de Peter Robinson (titre français : Le Silence de Grace)                                       | - Grandad, There's a Head on the Beach de Colin Cotterill - Broken Harbor de Tana French (titre français : La Maison des absents) - Mr. Churchill's Secretary de Susan Elia MacNeal - The Expats de Chris Pavone (titre français : Les Expats) |
| 2012   | Ghost Hero de S. J. Rozan                                                                                        | - When Elves Attack de Tim Dorsey - Wicked Autumn de G. M. Malliet - Tag Man de Archer Mayor - A Trick of the Light de Louise Penny (titre français : Illusion de lumière) |
| 2011   | Bury Your Dead de Louise Penny (titre français : Enterrez vos morts)                                             | - Love Songs from a Shallow Grave de Colin Cotterill - The Lock Artist de Steve Hamilton - Moonlight Mile de Dennis Lehane (titre français : Moonlight Mile) - Once a Spy de Keith Thomson - Savages de Don Winslow (titre français : Savages) |
| 2010   | The Sweetness at the Bottom of the Pie de Alan Bradley (titre français : Les Étranges Talents de Flavia de Luce) | - A Quiet Belief in Angels de R. J. Ellory (titre français : Seul le silence) - The Dark Horse de Craig Johnson (titre français : Dark Horse) - The Girl Who Played with Fire de Stieg Larsson (titre français : La Fille qui rêvait d'un bidon d'essence et d'une allumette) - The Ghosts of Belfast de Stuart Neville (titre français : Les Fantômes de Belfast) - The Brutal Telling de Louise Penny (titre français : Révélation brutale) - The Shanghai Moon de S. J. Rozan (titre français : Shanghai Moon) |
| 2009   | Trigger City de Sean Chercover                                                                                   | - The Victoria Vanishes de Christopher Fowler - Silent in the Sanctuary de Deanna Raybourn - Child 44 de Tom Rob Smith (titre français : Enfant 44) - Dawn Patrol de Don Winslow (titre français : La Patrouille de l'aube) |
| 2008   | Thunder Bay de William Kent Krueger                                                                              | - Her Royal Spyness de Rhys Bowen - The Spellman Files de Lisa Lutz (titre français : Spellman & associés) - Silent in the Grave de Deanna Raybourn (titre français : Le Silence de Grey House) - The Blade Itself de Marcus Sakey (titre français : Désaxé) |
| 2007   | Still Life de Louise Penny (titre français : En plein cœur)                                                      | - Billy Boyle de James R. Benn - Holmes on the Range de Steve Hockensmith - Mournful Teddy de John J. Lamb - The Thirteenth Tale de Diane Setterfield (titre français : Le Treizième Conte) - The Virgin of the Small Plains de Nancy Pickard (titre français : La Vierge de Small Plains) |
| 2006   | Thirty-Three Teeth de Colin Cotterill (titre français : La Dent du Bouddha)                                      | - In a Teapot de Terence Faherty - The Cold Dish de Craig Johnson (titre français : Little Bird) - Half Broken Things de Morag Joss (titre français : La Gouvernante) - The Tenor Wore Tapshoes de Mark Schweitzer - The Power of the Dog de Don Winslow (titre français : La Griffe du chien) |
| 2005   | Darkly Dreaming Dexter de Jeff Lindsay (titre français : Ce cher Dexter)                                         | - The Enemy de Lee Child (titre français : Liste mortelle) - Something Rotten de Jasper Fforde (titre français : Sauvez Hamlet !) - The Intelligencer de Leslie Silbert (titre français : Le Manuscrit du maître-espion) - Birds of a Feather de Jacqueline Winspear (titre français : Les Demoiselles de la Plume blanche) - The Shadow of the Wind de Carlos Ruiz Zafón (titre français : L'Ombre du vent) |
| 2004   | Lost in a Good Book de Jasper Fforde (titre français : Délivrez-moi !)                                           | - Crouching Buzzard, Leaping Loon de Donna Andrews - The Sixth Lamentation de William Brodrick (titre français : La Sixième Lamentation) - Monkeewrench de P. J. Tracy - Maisie Dobbs de Jacqueline Winspear (titre français : Maisie Dobbs) |
| 2003   | In the Bleak Midwinter de Julia Spencer-Fleming                                                                  | - You've Got Murder de Donna Andrews - Without Fail de Lee Child (titre français : Pas droit à l'erreur) - The Eyre Affair de Jasper Fforde (titre français : L'Affaire Jane Eyre) - Hell to Pay de George Pelecanos (titre français : Tout se paye) |
| 2002   | Mystic River de Dennis Lehane (titre français : Mystic River)                                                    | - The Cold Blue Blood de David Handler - Dead Until Dark de Charlaine Harris (titre français : Quand le danger rôde) - Purgatory Ridge de William Kent Krueger (titre français : À l’heure où blanchit la campagne) - The Reaper de Peter Lovesey (titre français : Le vicaire persiste et saigne) |
| 2001   | A Place of Execution de Val McDermid (titre français : Au lieu d'exécution)                                      | - The Sibyl in Her Grave de Sarah Caudwell - The Hearse You Came in On de Tim Cockey (titre français : Le croque-mort a la vie dure - Le croque-mort préfère la bière) - Demolition Angel de Robert Crais (titre français : Un ange sans pitié) - Hot Six de Janet Evanovich (titre français : Six-appeal) |
| 2000   | L.A. Requiem de Robert Crais (titre français : L.A. Requiem)                                                     | - River of Darkness de Rennie Airth (titre français : Un fleuve de ténèbres) - Murder with Peacocks de Donna Andrews - Boundary Waters de William Kent Krueger (titre français : Les Neiges de la mort) - California Fire and Life de Don Winslow (titre français : Du feu sous la cendre) |
| 1999   | Gone, Baby, Gone de Dennis Lehane (titre français : Gone, Baby, Gone)                                            | - Blind Descent de Nevada Barr (titre français : Au fond du gouffre) - The Ghosts of Morning de Richard Barre - Sunset Limited de James Lee Burke (titre français : Sunset Limited) - Iron Lake de William Kent Krueger (titre français : Aurora, Minnesota) - Wings of Fire de Charles Todd |
| 1998   | Three to Get Deadly de Janet Evanovich (titre français : À la une, à la deux, à la mort)                         | - Killing Floor de Lee Child (titre français : Du fond de l'abîme) - Back Spin de Harlan Coben (titre français : Du sang sur le green) - Sacred de Dennis Lehane (titre français : Sacré) - Déjà Dead de Kathy Reichs (titre français : Déjà dead) - The Devil in Music de Kate Ross (titre français : La Disparition d’Orphée) |
| 1997   | The Poet de Michael Connelly (titre français : Le Poète)                                                         | - Fade Away de Harlan Coben (titre français : Faux Rebond) - Hearts and Bones de Margaret Lawrence - Darkness, Take My Hand de Dennis Lehane (titre français : Ténèbres, prenez-moi la main) - Tularosa de Michael McGarrity (titre français : Tularosa) - Moody Gets the Blues de Steve Oliver - Dance for the Dead de Thomas Perry (titre français : La Danse des morts) - A Test of Wills de Charles Todd |
| 1996   | The Last Coyote de Michael Connelly (titre français : Le Dernier Coyote)                                         | - Voodoo River de Robert Crais (titre français : Meurtre à la sauce cajun) - Who in Hell is Wanda Fuca? de G. M. Ford - If I'd Killed Him When I Met Him de Sharyn McCrumb - The Codicil de Tom Topor (titre français : Le Codicile) |
| 1995   | One for the Money de Janet Evanovich (titre français : La Prime)                                                 | - Do Unto Others de Jeff Abbott - Aunt Dimity and the Duke de Nancy Atherton - A Superior Death de Nevada Barr (titre français : L'Homme du lac) - The Concrete Blonde de Michael Connelly (titre français : La Blonde en béton) - Mallory's Oracle de Carol O'Connell (titre français ; Meurtres à Gramercy Park) - Walking Rain de Susan Wade |
| 1994   | Smilla's Sense of Snow de Peter Høeg (titre français : Smilla et l'Amour de la neige)                            | - Death Comes As Epiphany de Sharan Newman (titre français : Meurtres dans la basilique) - Wolf in the Shadows de Marcia Muller - By Evil Means de Sandra West Prowell - Catilina's Riddle de Steven Saylor (titre français : L'Énigme de Catilina) - The Sculptress de Minette Walters (titre français : Cuisine sanglante) - Way Down On The High Lonely de Don Winslow (titre français : Au plus bas des hautes solitudes)                                                                                     |
| 1993   | Booked to Die de John Dunning (titre français : Destinataire inconnu)                                            | - The Black Echo de Michael Connelly (titre français : Les Égouts de Los Angeles) - Bootlegger's Daughter de Margaret Maron (titre français : La Fille du bootlegger) - The Ice House de Minette Walters (titre français : Chambre froide) |
| 1992   | Native Tongue de Carl Hiaasen (Titre français : Miami Park)                                                      | - A Suitable Vengeance de Elizabeth George (titre français : Une douce vengeance) - Book Case de Stephen Greenleaf - Hour of the Hunter de J. A. Jance - We Wish You A Merry Murder de Valerie Wolzien |